# Symphonietta Finale
Symphonietta Finale is een onvoltooide compositie van Arnold Bax. Bax schijnt een volledig werk/deel van een werk op het oog te hebben gehad, maar hield ineens met het werk op. Het manuscript met een flink aantal maten en met titel is het enige dat bewaard is gebleven. Aan de hand van het handschrift heeft Graham Parlett (onderzoeker van Baxs werken) het ingedeeld als een poging tot compositie uit 1911. De partituur dunt naar het eind van Baxs pogingen steeds meer uit. Parlett vermoedde dat Bax geen inspiratie meer had om het werk te completeren. Voor de opnamen als hieronder vermeld, heeft Parlett het gereed gemaakt voor uitvoering. Omdat Bax later nog een Sinfonietta zou schrijven heeft hij de vrijheid genomen de titel te wijzigen in Symfonische serenade.  